# Армування шахтних стовбурів

Армування_шахтного_ствола: 1 — лебідка; 2 — напрямний блок; 3 — центрувальна пластина; 4 — контрольний ярус; 5 — боковий розстріл; 6 — центральний розстріл; 7 — нитка виска; 8 — рознімний вантаж; 9 — підвісна двоповерхова армувальна полиця; 10 — шаблон для розбивки лунок; 11 — накладний шаблон; 12 — горизонтальний шаблон; 13 — провідник; 14 — шнуровий висок; 15 — розбивна вісь; 16 — осьова дужка; 17 — теодоліт; А, Б, З, D — рухливі виски.

Армування шахтних стовбурів (рос. армирование шахтных стволов, англ. reinforcing of shaft (mine shaft); нім. Armierung f von Schächten m pl —
1) Монтаж у стовбурі конструкцій, що забезпечують рух підіймальних посудин, спорудження драбин та інженерних комунікацій.
2) Сукупність конструкцій, що забезпечують спрямований рух підіймальних посудин у шахтному стволі. Основними елементами армування є провідники, що спрямовують рух підйомних посудин, і розстріли, які тримають на собі ці провідники.
Застосування того чи іншого виду армування (еластичного чи жорсткого) залежить від технічних можливостей, технологічної ефективності використання й економічних показників.

## Тиксотропна сорочка
Тиксотропна сорочка — шар спец. глинистого розчину, який заливається в зазор між породною стінкою шахтного стовбура (котловану) і зовнішньою поверхнею «опускного колодязя». Призначення Т.р.: зниження сил тертя конструкції, що занурюється, об породу; запобігання обваленню або сповзанню породних стінок за рахунок навантаження, яке створюється розчином, густина якого перевищує відповідний показник ґрунтових вод; кольматаж (глинізація) породних стінок і, як наслідок, зниження їх водопроникності; гідроізоляція зануреної споруди за рахунок створення по її зовніш. поверхні гідроізолюючого екрана з тиксотропного розчину, який перетворився на гель. Для приготування тиксотропних розчинів, як правило, застосовують спец. глинопорошки (склад глинистих частинок: понад 0,005 мм не менше 30-40 %, понад 0,001 мм не менше 10 %; піщаних частинок розмірами 1-0,05 мм не менше 10 %; число пластичності не менше 20; набухання не менше 15-20 %; густина 2,7- 2,75; вологість на контакті з «опускним колодязем» не менше за 25 %).